# Basquetebol nos Jogos Insulares de 2023 - Masculino
O torneio de basquete masculino nos Jogos Insulares de 2023 foi realizado entre os dias 9 e 14 de julho. Um total de nove equipes disputaram o torneio, sendo divididas em dois grupos.

## Fase de Grupos
|  | Equipes classificadas para final                 |
|  | Equipes classificadas para a disputa do 3º lugar |
|  | Equipes eliminadas                               |

### Grupo A
| Pos. | Seleção        | Pts | J | V | D | PM  | PS  | Dif  |
| ---- | -------------- | --- | - | - | - | --- | --- | ---- |
| 1    | Minorca        | 8   | 4 | 4 | 0 | 432 | 227 | 205  |
| 2    | Ilhas Cayman   | 7   | 4 | 3 | 1 | 374 | 175 | 199  |
| 3    | Guernsey       | 6   | 4 | 2 | 2 | 288 | 269 | 19   |
| 4    | Ilha de Man    | 5   | 4 | 1 | 3 | 268 | 354 | −86  |
| 5    | Ilhas Malvinas | 4   | 4 | 0 | 4 | 153 | 490 | −337 |

### Grupo B
| Pos. | Seleção       | Pts | J | V | D | PM  | PS  | Dif |
| ---- | ------------- | --- | - | - | - | --- | --- | --- |
| 1    | Saaremaa      | 6   | 3 | 3 | 0 | 228 | 137 | 91  |
| 2    | Ilha de Wight | 4   | 3 | 1 | 2 | 178 | 204 | −26 |
| 3    | Ilhas Faroé   | 4   | 3 | 1 | 2 | 187 | 218 | −31 |
| 4    | Anglesey      | 4   | 3 | 1 | 2 | 166 | 200 | −34 |

## Fase Final

### Playoff Grupo B
| 13 de julho de 2023 14:00 |  | Ilhas Faroé | 60–54 | Anglesey |  | Beau Sejour Leisure Centre, Saint Peter Port |  |

### Disputa do 3º lugar
| 14 de julho de 2023 11:30 |  | Ilhas Cayman | 74–43 | Ilha de Wight |  | Beau Sejour Leisure Centre, Saint Peter Port |  |

### Final
| 14 de julho de 2023 16:30 |  | Minorca | 73–76 | Saaremaa |  | Beau Sejour Leisure Centre, Saint Peter Port |  |

## Classificação final
| Pos. | Equipe        |
| ---- | ------------- |
|      | Saaremaa      |
|      | Minorca       |
|      | Ilhas Cayman  |
| 4    | Ilha de Wight |